# Doki Doki Morning
«Doki Doki Morning» (яп. ド・キ・ド・キ☆モーニング, Доки Доки Монингу, пер. «Бодрое утро», стилизовано как «Doki Doki ☆ Morning» или «Do・Ki・Do・Ki ☆ Morning») — это песня японской каваии-метал группы Babymetal. Песня была выпущена в Японии в качестве независимого DVD-сингла 22 октября 2011 года и стала первым синглом с дебютного альбома Babymetal.

## Создание и релиз
Песня познакомила всех трёх участниц группы с жанром хэви-метал; Накамото прокомментировала, что никогда раньше не слышала такой тяжёлой музыки, в то время как Мидзуно изначально больше интересовали танцы под музыку, чем пение. Во время создания песни был сформирован фирменный жест руки Кицунэ (похожий на жест «козы»). Вокал для песни был записан 30 октября 2010 года. Первый релиз песни состоялся в рамках альбома Sakura Gakuin «Sakura Gakuin 2010 Nendo: Message», выпущенном 27 апреля 2011 года, в рамках подгруппы Juonbu («клуб тяжёлой музыки»).
Позже песня была анонсирована как DVD-сингл ограниченным тиражом 12 октября 2011 года, и выпущена в виде стандартной цифрового издания 22 и 23 октября 2011 года для предварительной продажи на фестивале Sakura Gakuin Festival ☆ 2011, проходившем в Mt. Rainier Hall, и позже продавалась в ограниченном количестве на ASmart, Amazon, Tower Records Online и Tower Records Shinjuku с 24 октября. Ограниченное издание включало DVD с клипом «Doki Doki ☆ Morning» и нарезкой из оригинального видео, состоящего из хореографии для живого исполнения, а также полотенце с логотипом группы или лейблом Juonbu Records. Позже сингл был выпущен в виде CD-сингла 6 апреля 2012 года в комплекте с футболкой.
Песня была выпущена в качестве промо-сингла в Великобритании 13 декабря 2015 года.

## Композиция
В песне прослеживается «современная тяжесть»: тёмные, атмосферные инструментальные композиции переходят в более яркую и запоминающуюся мелодию с такими словами, как «Rin rin rin! Ohayō, wake up» (Динь динь динь! Доброе утро, просыпайся). Кикути отметила, что тон песни прямо противоположен японской музыке кей-он (лёгкая музыка); в результате группа была создана под лейблом Jūonbu (клуб тяжёлой музыки), чтобы обозначить этот контраст. Накамото, чей вокал был записан отдельно от вокала Мидзуно и Кикути, должна была говорить быстро, но чётко в самих куплетах.

## Реакция
Песня заняла 80-е место в недельном чарте «Billboard Japan Лучшие Независимые Альбомы и Синглы» 7 ноября 2011 года. 25 мая 2021 года Kerrang! поставил песню на 10 место в списке «20 лучших песен Babymetal».

## Видеоклип
Режиссёром выступал Шимон Танака, съёмки для видео были завершены к октябрю 2011 года. По словам Накамото, Танака хотел сам сняться в клипе, но хореография показалась ему сложной для исполнения. Видео было выпущено в сокращённом виде на YouTube-канале Toy’s Factory 12 октября 2011 года, а полная версия была выложена на официальном канале Babymetal более года спустя, 8 ноября 2012 года.
Metal Injection поставил клип на девятое место в списке «15 лучших вирусных метал видео года» 8 декабря 2011 года.

## Живое выступление
Премьера песни состоялась на концерте Sakura Gakuin — «Sakura Gakuin Festival ☆ 2010» в Yokohama Red Brick Warehouse 28 ноября 2010 года. Что касается первого исполнения песни группой, Su-metal объяснила: «Я чётко помню, как во время интерлюдии […] мы все притворились, что падаем на землю… Я боялась, что люди будут просто смеяться над нами и это будет неловко, но их реакция заставила меня почувствовать себя счастливой, и тогда я поняла, вот кто такая Su-metal, вот что такое Babymetal».

## Список треков и форматов
DVD сингл
1. «Doki Doki ☆ Morning» (видеоклип) (ド・キ・ド・キ☆モーニング -Music Clip-) — 3:53
2. «Doki Doki ☆ Morning» (Air Metal Dance версия) — 4:04

Цифровое издание
1. «Doki Doki ☆ Morning» (ド・キ・ド・キ☆モーニング) — 3:45

CD сингл
1. «Doki Doki ☆ Morning» (ド・キ・ド・キ☆モーニング) — 3:45
2. «Doki Doki ☆ Morning» (Air Vocal версия) — 3:48

Британский промо-сингл
1. «Doki Doki ☆ Morning» (альбомная версия) — 3:44
2. «Doki Doki ☆ Morning» (Британская радио-версия) — 3:32

## Титры
Титры взяты из записей альбомов Sakura Gakuin 2010 Nendo: Message и Babymetal.
- Судзука Накамото (SU-METAL) — основной вокал
- Моа Кикути (MOAMETAL) — основной и бэк-вокал
- Юи Мидзуно (YUIMETAL) — основной и бэк-вокал
- Millennium Japan — продюсер
- SOH (O! S-D) — гитара, аранжировка
- Норикадзу Накаяма (ナカメタル) — текст, музыка
- Norizo (のりぞー) — музыка
- Мотонари Муракава (村カワ基成) — music, arrangement
- Сеидзи Тода (S.O.L.I.D sound lab) (戸田清章) — запись и микширование звука
- Юдзи Накамура (中村悠二) — помощник инженера

## Чарты
| Чарт (2011)                                            | Наивысшая позиция |
| ------------------------------------------------------ | ----------------- |
| Лучшие независимые альбомы и синглы Японии (Billboard) | 80                |

## Кавер-версии
4 марта 2012 года, во время концерта Sakura Gakuin — Sakura Gakuin Hōkago Anthology в Nihonbashi Mitsui Hall, где члены различных подразделений исполняли песни других подразделений, песню исполнили Марина Хориучи, Аяка Миёси и Айри Мацуи в качестве «Shuffle Unit». 8 декабря 2013 года Хана Тагути, Саки Оога и Айко Ямаиде исполнили эту песню в качестве ещё одного «Shuffle Unit» на концерте Sakura Gakuin 3rd Anniversary: Live at the Amuse Musical Theater.
Kiba of Akiba исполнили песню на совместном сингле «Babymetal × Kiba of Akiba».

## История релизов
| Регион         | Дата            | Формат               | Лейбл          |
| -------------- | --------------- | -------------------- | -------------- |
| Япония         | 22 октября 2011 | DVD цифровое издание | Juonbu Records |
| Мир            | 2 ноября 2011   | Digital download     | Toy’s Factory  |
| Япония         | 6 апреля 2012   | CD                   | Juonbu Records |
| Великобритания | 13 декабря 2015 | CD                   | earMusic       |